# Yin und Yang

Yang (Weiß) und Yin (Schwarz)

Taijitu, das Symbol für „individuelles“ Yin und Yang

Yin und Yang (chinesisch 陰陽 / 阴阳, Pinyin yīn yáng, Jyutping jam1 joeng4, Pe̍h-ōe-jī im-iông) sind zwei Begriffe der chinesischen Philosophie, insbesondere des Daoismus. Sie stehen für polar einander entgegengesetzte und dennoch aufeinander bezogene duale Kräfte oder Prinzipien, die sich nicht bekämpfen, sondern ergänzen. Ein weit verbreitetes Symbol des kosmischen Prinzips ist das Taijitu, in dem das weiße Yang (hell, hoch, hart, heiß, positiv, aktiv, bewegt, männlich) und das schwarze Yin (dunkel, weich, feucht, kalt, negativ, passiv, ruhig, weiblich) gegenüberstehend dargestellt werden.

## Wortbedeutung und früheste Belege

Hotu, das Symbol für Yin und Yang der Welt

Die ursprüngliche Bedeutung der beiden Zeichen ist nicht gesichert. Im Shuowen jiezi bedeutet 陰 (yīn) „dunkel“ als „Südseite der Täler“ und „Nordhang eines Berges“ bzw. „Südufer eines Flusses“ (das Schriftzeichen setzt sich aus den Zeichen für „Hügel“ und „Schatten“ zusammen) – alle Verwendungen deuten auf die Grundbedeutung „schattig, schattiger Ort“; dagegen 陽 (yáng) bedeutet „hell“ als „Südseite der Berge“ und „Nordseite der Täler“ oder „sonnige Anhöhe“ (das Schriftzeichen setzt sich aus den Zeichen für „Hügel“ und „Strahlen der Sonne“ zusammen). Diese Bedeutungen sind auch für die ältesten bekannten Vorkommnisse der Zeichen Yin und Yang auf Orakelknochen (etwa 16.–11. Jh. v. Chr.) anzusetzen.
Die Zeichen finden sich auch im Yijing („Buch der Wandlungen“), das in die Zeit der westlichen Zhou-Dynastie (etwa 1045–770 v. Chr.) datiert wird, wo sie nur die alltägliche Bedeutung haben. Die Interpretation des „Buches der Wandlungen“ mithilfe einer ausgebildeten Yin-Yang-Lehre ist wesentlich jünger als das Yijing. Im daoistischen Zhuangzi ist die Entwicklung der beiden Worte vom alltäglichen Gebrauch über ein umfassenderes Verständnis als polare Naturkräfte bis hin zu Yin und Yang als dem Ursprung aller Dinge ablesbar, die jedes erkennbare Phänomen und sein Verhalten im Raum und Zeit beschreiben können.
Daneben gibt es auch Versuche, die Grundbedeutung der Zeichen als „das Männliche“ und „das Weibliche“ zu verstehen. Für den volkstümlichen, nichtphilosophischen Zeichengebrauch bietet das Shijing („Buch der Lieder“) einige Belege.

## Philosophische Bedeutung

### Einfache Umschreibungsversuche
Die beiden Begriffe des Yin und des Yang genau zu definieren, gestaltet sich schwierig, da sie in der klassischen Literatur für unterschiedlichste Dinge verwendet werden und auch dort keine genaue Definition existiert.
Eine allgemeine Definition bietet Roger T. Ames.

“Yin and Yang are terms used to express a contrastive relationship that obtains between two or more things.”

„Yin und Yang sind Begriffe, mit denen eine gegensätzliche Beziehung zwischen zwei oder mehr Dingen ausgedrückt wird.“

Am einfachsten werden die beiden Begriffe noch bei ihrer frühesten historischen Erwähnung umschrieben, im I Ging (Buch der Wandlungen). Darin werden Yang und Yin mit den Adjektiven stark und schwach, gleich und ungleich sowie männlich und weiblich in Verbindung gebracht. Dieses verallgemeinerte sich später zur Vorstellung, Yin und Yang wären die Begriffe für das Weibliche und Männliche und danach noch allgemeiner für zusammenhängende Polarität an sich.
Sich allein auf den Bedeutungsaspekt von Weiblichkeit und Männlichkeit zu beschränken, greift zu kurz, da Yin und Yang für weitaus mehr Begriffspaare verwendet werden können. Vielmehr stehen beide Begriffe für ein Gegensatzpaar, das den Begriffen „gebend“ (auch „produktiv“ und „konvex“) und „empfangend“ (auch „konkav“) bzw. „aktiv“ und „passiv“ entspricht – dabei steht dann Yin für passiv und Yang für aktiv.
Das Verhältnis von Yin und Yang ist nicht mit dem Gegensatz von Gut und Böse im Sinne eines Kampfes des Lichts gegen die Finsternis zu vergleichen: „Es ist vielmehr ein relativer Gegensatz rhythmischer Art, der zwischen zwei rivalisierenden, doch zusammengehörigen Gruppen besteht, die ebenso wie Geschlechterverbände komplementär sind und die sich wie diese bei der Arbeit ablösen und wechselweise in den Vordergrund treten“.

### Yin und Yang als Prinzipien der Wandlung und der Korrelation
Yin und Yang bezeichnen „Gegensätze“ in ihrer wechselseitigen Bezogenheit als eine Gesamtheit, einen ewigen Kreislauf. Daher können sie zur Erklärung von Wandlungsvorgängen und Prozessen und zur Darstellung der gegenseitigen Begrenzung und Wiederkehr von Dingen benutzt werden.
Yin und Yang steigen und sinken immer abwechselnd. Nach einer Hochphase des Yang folgt zwingend ein Absinken von Yang und ein Ansteigen von Yin und umgekehrt.

„Das Urprinzip bewegt sich und erzeugt Yang. Wenn die Bewegung ihr Ende erreicht, so wird sie still, und diese Stille erzeugt Yin. Wenn diese Stille ihr Ende erreicht, dann geht sie wieder in Bewegung über. So haben wir abwechselnd bald Bewegung, bald Ruhe. Sie beide bilden zusammen die Basis, von der aus durch Abtrennung Yin und Yang entstehen und auf der die beiden Modi ruhen.“

Yin und Yang können nicht gleichzeitig ansteigen oder absinken. Wenn Yang sich vergrößert, verringert sich Yin und umgekehrt.
Diese Vorstellung gehört zu einer volkstümlichen bzw. für das Volk bestimmten Ethik des mittleren Maßes: So sollte das Volk in guten Zeiten nicht überschwänglich agieren und z. B. eine gute Ernte für schlechte Zeiten lagern. In schlechten Zeiten sollte im Volk Hoffnung erweckt werden, dass nach der Yin-Yang-Lehre nach diesen schlechten Zeiten auch zwingend wieder gute folgen werden.
Die Wandlung von Yin und Yang stellt neben diesen Handlungsweisungen nach den altertümlichen Astronomen auch noch den Grund dar, warum Naturereignisse so ablaufen, wie sie ablaufen, aber auch warum diese Naturereignisse zu einem bestimmten Sozialverhalten führen. So sind Yin und Yang und deren Wandlung sowohl der Grund für den Wandel der Jahreszeiten wie für das Verhalten der Menschen, die sich an dem Wechsel der Jahreszeiten ausrichten.

## Yin und Yang in der chinesischen Philosophie
In der chinesischen Philosophie waren Yin und Yang zwar von Anfang an bekannt, spielten aber zunächst keine bedeutende Rolle. Die Harmonisierung der Komplementarität von Yin und Yang wurde ein wesentliches Merkmal im Daoismus. 
Bei den konfuzianischen Klassikern finden sich die beiden Zeichen nur bei Xunzi (Kapitel 9 und 17). In späterer Zeit gewannen sie in einzelnen philosophischen Schulen die zentrale Rolle eines universalen Prinzipienpaars, vor allem im 3. Jahrhundert v. Chr. bei Zou Yan, der als Begründer der Schule der Naturalisten bzw. der Yin-Yang-Schule (Yinyangjia – 陰陽家, vgl. jap. Onmyōdō – 陰陽道) gilt, und dann besonders im Neokonfuzianismus. 

### Zou Yan
Über die Schriften von Zou Yan (305–240 v. Chr.), der während der Zeit der Hundert Schulen lebte, gibt es lediglich einen kurzen Überblick im Shiji (Historische Annalen) von Sima Qian, dem ersten großen Universalgeschichtswerk Chinas. Darin beschreibt Sima den Einfluss Zou Yans auf den ersten Kaiser Chinas Qin Shihuangdi, der die Streitenden Reiche wiedervereinigte.
Zou Yan hat die bereits vorhandenen, aber noch wenig ausgearbeiteten Vorstellungen von Yin und Yang und den Fünf Elementen miteinander verknüpft und sie auf unterschiedlichste Wissensgebiete wie Astronomie, Astrologie, Geographie, Geschichte und Politik angewendet.
In der Geographie versuchte Zou Yan ein vollständiges Modell der Welt zu entwerfen. Nach seinen Ideen besteht die Welt aus neun von Wasser umgebenen Kontinenten, sodass weder Menschen noch Tiere sich zwischen den Kontinenten bewegen können. Diese neun Kontinente sind wiederum jeweils in neun kleinere Kontinente unterteilt, von denen einer dem „Reich der Mitte“, China, entspricht.

### Dong Zhongshu
Dong Zhongshu (179–104 v. Chr.) ist ein bedeutender Denker der frühen Han-Zeit, der das Yin und Yang als kosmologische Prinzipien verstand und sie in sein neukonfuzianisches Denkgebäude zu integrieren versuchte. Sein Wirken ist sehr viel besser dokumentiert als das von Zou Yan, da sein Buch Chunqiu fanlu (Üppiger Tau der Frühlings- und Herbstannalen) erhalten ist. Dieses Werk stellt sowohl eine Auslegung der Frühlings- und Herbstannalen und des dazugehörigen Gongyang-Kommentars, wie auch eine Niederschrift der eigenen Theorien Dong Zhongshus dar.
Auch Dong Zhongshu gebraucht die Yin-Yang-Lehre als kosmologisches Erklärungsprinzip. Im Chunqiu fanlu arbeitet er seine Lehre der Beziehung zwischen Himmel, Erde und Mensch aus. Seine Bemühung, möglichst viele Elemente der damaligen philosophischen Richtungen in seiner Lehre zu vereinigen, zeigt sich in seiner Aussage, das All gründe auf zehn Bestandteile: Himmel, Erde, Yin, Yang, die Fünf Elemente und den Menschen.
Der Mensch ist in Dong Zhongshus Vorstellung ein Partner des Himmels und reagiert auf diesen, ebenso wie der Himmel seinerseits auf gute und schlechte Taten des Menschen reagiert. Besonders der jeweilige Herrscher des chinesischen Reiches hat starken Einfluss auf die Reaktionen des Himmels. Diese können sich als Katastrophen und Unwetter äußern, wenn der Herrscher sich nicht richtig verhält, aber sich auch positiv z. B. in Form einer guten Ernte auswirken, falls er die richtigen Entscheidungen trifft.

## Yin und Yang in der Traditionellen Chinesischen Medizin
Yin und Yang spielen auch als Qi in der traditionellen chinesischen Medizin (TCM) eine wichtige Rolle. Der Begriff Bagang (八綱 / 八纲,  bā gāng – „Acht Leitkriterien“) bezeichnet dort acht diagnostische Kategorien, zu welchen auch Yin und Yang gehören.
| Yin   | Yang  |
| Leere | Fülle |
| Innen | Außen |
| Kälte | Hitze |

In der TCM geht man davon aus, dass mit zu schwachem Yin (als Herz oder Leber) das Yang (als Magen) nicht mehr ausreichend wirken kann. Mit der Wirkung von Heilkräutern, die harmonisierend und kräftigend auf Herz und Kreislauf einwirken, wird solche Schwachheit ausgeglichen.

## Yin-Yang-Symbol
Das Yin-Yang-Symbol, chinesisch Taijitu (太極圖 / 太极图,  Tàijítú – „wörtl. Symbol des sehr großen Äußersten / Höchsten“), ist in China erst seit dem 11. Jahrhundert bezeugt. In den ersten Jahrhunderten seiner Verwendung hatte es unterschiedliche Formen; oft waren es konzentrische Kreise. Die verbreitete Form () entstand wohl erst in der Zeit der Ming-Dynastie, in welcher der Taoismus eine erhebliche Verbreitung fand. In den beiden Schriftzeichen von Yin und Yang sind u. a. eine sich zusammenballende Wolke sowie eine aufgehende Sonne zu erkennen.
Äußerlich ähnliche Symbole wurden in Europa schon in der Spätantike im römischen Heer verwendet, doch besteht keinerlei historischer oder inhaltlicher Zusammenhang mit dem chinesischen Symbol und dessen Bedeutung und Verwendung.
Im Zeichencodierungsstandard Unicode ist dem Yin-und-Yang-Symbol der Code U+262F (dezimal 9775, UTF 8 e298af) im Unicode-Block Verschiedene Symbole zugewiesen. In HTML wird es mit &#9775; codiert. Das Zeichen erscheint als ☯.